# Nueva Alianza (cristianismo)
La Nueva Alianza (διαθήκη καινή) es una interpretación bíblica que se deriva originalmente de una frase contenida en el Libro de Jeremías (Jeremías 31:34), en la Biblia hebrea (o el Antiguo Testamento de la Biblia cristiana). En general, los cristianos creen que la Nueva Alianza prometida —la nueva relación con Dios— fue instituida en la Última Cena como parte de la Eucaristía, que, en el Evangelio de Juan, incluye el Nuevo Mandamiento. Basado en el pasaje bíblico que dice: «Porque donde hay testamento, es necesario que se dé como válido la muerte del testador. Porque el testamento tiene fuerza después de la muerte del testador; de otra manera, no tiene fuerza alguna mientras el testador vive», Los protestantes tienden a creer que la Nueva Alianza solo entró en vigor con la muerte de Jesucristo. El comentario de la Nueva Biblia Americana católica también afirma que Cristo es el «testador cuyo fallecimiento pone en vigor su voluntad». Por lo tanto, los cristianos creen que Jesús es el mediador de la Nueva Alianza, y también creen que la sangre de Cristo, derramada durante su pasión y crucifixión, es el único sacrificio de sangre que exige la alianza.
Existen varias escatologías cristianas que definen con mayor precisión la Nueva Alianza. Por ejemplo, una escatología inaugurada define y describe la Nueva Alianza como una relación continua entre los creyentes cristianos y Dios que se cumplirá plenamente después de la Segunda venida de Cristo; es decir, no solo se cumplirá plenamente en los corazones creyentes, sino que también se cumplirá en el mundo externo futuro. La descripción de la conexión entre la sangre de Cristo y la Nueva Alianza se encuentra en la mayoría de las traducciones inglesas del Nuevo Testamento modernas, como el pasaje que dice: Esta copa que se derrama por vosotros es la nueva alianza en mi sangre.

## Cristianismo
El capítulo clave del Nuevo Testamento para el concepto cristiano de la Nueva Alianza es Hebreos 8, del que se cita a continuación una parte:

Pero ahora Jesús ha obtenido un ministerio superior, ya que el pacto que él media es también mejor y se basa en promesas mejores. Porque si aquel primer pacto hubiera sido perfecto, no habría habido necesidad de buscar un segundo. Porque les reprocha diciendo: "He aquí que vienen días, dice el Señor, en que estableceré un nuevo pacto con la casa de Israel y con la casa de Judá, que no será como el pacto que hice con sus padres el día que los saqué de la tierra de Egipto. Porque ellos no permanecieron en mi pacto, y yo no me preocupé por ellos, dice el Señor. Porque este es el pacto que haré con la casa de Israel después de aquellos días, dice el Señor: Pondré mis leyes en su mente, y las escribiré en su corazón, y yo seré su Dios, y ellos serán mi pueblo. Y no enseñará cada uno a su prójimo, ni cada uno a su hermano, diciendo: «Conoce al Señor», porque todos me conocerán, desde el más pequeño hasta el más grande. Porque seré misericordioso con sus iniquidades, y no me acordaré más de sus pecados». Al hablar de un nuevo pacto, declara obsoleto al primero. Y lo que se está volviendo obsoleto y envejeciendo está a punto de desaparecer.
Hebreos 8:6–13

Esta cita completa, junto con citas parciales del mismo texto en otros pasajes del Nuevo Testamento, refleja que los autores del Nuevo Testamento y los líderes cristianos en general consideran que Jeremías 31:31-34 es una profecía central del Antiguo Testamento sobre la Nueva Alianza.  Aquí está el texto clave:

He aquí, vienen días, dice el Señor, en que haré un nuevo pacto con la casa de Israel y con la casa de Judá, no como el pacto que hice con sus padres el día que los tomé de la mano para sacarlos de la tierra de Egipto; porque ellos violaron mi pacto, aunque yo era su esposo, dice el Señor. Porque este es el pacto que haré con la casa de Israel después de aquellos días, dice el Señor: Pondré mi ley en su mente, y la escribiré en su corazón. Y yo seré su Dios, y ellos serán mi pueblo. Y ya no enseñará cada uno a su prójimo, ni cada uno a su hermano, diciendo: «Conoce al Señor», porque todos me conocerán, desde el más pequeño hasta el más grande, dice el Señor. Porque perdonaré la iniquidad de su iniquidad, y no me acordaré más de su pecado.

Algunos cristianos afirman que hay muchos otros pasajes que hablan de la misma Nueva Alianza sin utilizar estas palabras exactas. Algunos pasajes hablan de un «pacto de paz», otros utilizan otras construcciones; algunos simplemente dicen «pacto», pero el contexto puede dar a entender que se trata del Nuevo Pacto; y algunos afirman que se trata de descripciones metafóricas, por ejemplo, que «Monte Sión» es en realidad una metáfora del Nuevo Pacto.

### Textos del Nuevo Testamento
La aparición de la frase «nuevo pacto» varía en las traducciones inglesas del Nuevo Testamento griego. La Biblia del Rey Jacobo a veces utiliza «testamento» para «Alianza», y las palabras «nuevo pacto» aparecen juntas en hebreo Hebreos 8:8, Hebreos 8:13 y Hebreos 12:24, mientras que en la Nueva Versión Internacional «nuevo pacto» aparece en Lucas 22:20, 1 Corintios 11:25, 2 Corintios 3:6, Hebreos 8:8, Hebreos 9:15 y Hebreos 12:24 como traducción de alguna forma de διαθήκη y καινός o νέας.
Lucas 22:17-20 (parte de la Última Cena) es objeto de controversia. Se han identificado seis formas del texto; por ejemplo, el tipo textual occidental, como el Códice Bezae, omite los versículos 19b-20.
El comentario de Daniel 9:27 que se encuentra en la Biblia de Ginebra de 1599 conecta el versículo con la traducción de la Nueva Biblia del rey Jacobo de Mateo 26:28. En esta interpretación, el ángel Gabriel revela la llegada del Nuevo Pacto de Sangre del Mesías, que es el cumplimiento de la promesa de que a través de la simiente de Abraham todas las naciones serían bendecidas. (Gálatas 3:16, 26–29)

### Perspectiva cristiana
Los cristianos consideran la Nueva Alianza como una nueva relación entre Dios y los seres humanos mediada por Jesús tras la declaración sincera de que se cree en Jesucristo como Señor y Dios. Algunos teólogos protestantes enseñan que la Nueva Alianza también rompe la maldición generacional del pecado original sobre todos los hijos de Adán si creen en Jesucristo, después de que las personas sean juzgadas por sus propios pecados, lo que se espera que suceda con la Segunda Venida de Jesucristo.
La mayoría de las iglesias cristianas históricas, incluidas la Iglesia católica, las iglesias luteranas, las iglesias metodistas y las iglesias reformadas, han sostenido tradicionalmente que la ley en la Antigua Alianza tiene tres componentes: ceremonial, moral y civil (cf. Teología del pacto). Enseñan que, aunque las leyes ceremoniales y civiles (judiciales) han sido abolidas, la ley moral contenida en los Diez Mandamientos sigue siendo vinculante para los creyentes cristianos.
La Teología dispensacionalista, enseñada por ciertas denominaciones como los Hermanos de Plymouth, presentan una visión de la naturaleza de Israel según la cual las promesas de Dios a Israel son distintas de las de la Iglesia. La Iglesia, en la era actual, no es en modo alguno un «Israel espiritual». Sin embargo, algunos cristianos creen que la Iglesia ha heredado y absorbido las promesas de Dios a Israel, y que Israel es principalmente una nación espiritual compuesta por judíos que reclaman a Jesús como su Mesías, así como por creyentes gentiles que, a través de la Nueva Alianza, han sido injertados en las promesas hechas a los israelitas. Este Israel espiritual se basa en la fe del patriarca Abraham (antes de ser circuncidado) que fue ministrado por el Sacerdocio de Melquisedec, que se entiende como un tipo para la fe cristiana de creer que Jesús es Cristo y Señor en el orden de Melquisedec. El apóstol Pablo dice que no son «los hijos de la carne» los que son hijos de Dios, sino «los hijos de la promesa». Mientras que Cristo vino como sacerdote en el orden de Melquisedec, es decir, sin precedentes, y cumplió la promesa de Dios de un Mesías para todo el mundo, para todo aquel que creyera, los dispensacionalistas creen que el cuerpo de las promesas de Dios sobre el futuro de Israel era solo para Israel, y no debe interpretarse como superpuesto a la Iglesia en la era actual. Las promesas restantes de Dios a Israel se cumplirán en el Milenio, el reinado de Cristo en la Tierra durante mil años.

No es que la palabra de Dios haya quedado sin efecto. Porque no todos los que son de Israel son israelitas, ni por ser descendientes de Abraham son hijos de él, sino que «en Isaac te será llamada tu descendencia». Es decir, no son hijos de Dios los que son hijos de la carne, sino los que son de la promesa son considerados descendientes.
Romanos 9:6–8

### Membresía
Entre los cristianos, existen diferencias significativas sobre la cuestión de la membresía en el Nuevo Pacto. Estas diferencias pueden ser tan graves que constituyen una razón principal de división, es decir, el denominacionalismo. Las denominaciones cristianas existen debido a su respuesta a esta pregunta. La primera división importante es entre aquellos que creen que solo los creyentes son miembros de la Nueva Alianza y (reflejando la idea de las alianzas judías como alianzas nacionales o comunitarias) aquellos que creen que los creyentes y sus hijos son miembros del Nuevo Pacto.
Estas diferencias dan lugar a diferentes opiniones sobre si los niños pueden ser bautizados: la opinión credobautista y la opinión pedobautista. En segundo lugar, existen diferencias entre los pedobautistas en cuanto a la naturaleza de la pertenencia de los niños al pacto.

### Conocimiento de Dios
Otra diferencia es entre aquellos que creen que la Nueva Alianza «ya» ha llegado sustancialmente (Preterismo), y que este conocimiento de Dios que tienen los miembros de la Nueva Alianza es principalmente salvífico ; y aquellos que creen que la Nueva Alianza «todavía no» ha llegado sustancialmente, pero que lo hará en la Segunda Venida, y que este conocimiento es un conocimiento más completo, lo que significa que un miembro de la Nueva Alianza ya no tiene que ser enseñado en absoluto sobre la vida cristiana (no solo que carecen de la necesidad de exhortación con respecto a la reconciliación salvífica con Dios).
Esta división no se divide solo entre judíos y cristianos (como lo hacía la diferencia anterior). En general, los que se inclinan más hacia la «visión ya», o «visión del conocimiento salvífico», son los cristianos que no creen en la Iglesia indivisible (la Iglesia indivisible es una creencia de los católicos y ortodoxos) y los cristianos que practican el bautismo de creyentes, porque ambos creen que la Nueva Alianza es más una realidad presente que una realidad futura. También, en general, los que se inclinan hacia la «visión no todavía», o «visión del conocimiento completo», practican el bautismo infantil por razones covenantarias, y los cristianos dispensacionalistas (aunque tienden a practicar el bautismo del creyente), porque creen que la Nueva Alianza es más una realidad futura que una realidad presente.

### Supersesionismo cristiano
El supersesionismo es la opinión de que la Nueva Alianza sustituye, cumple o completa las alianzas anteriores de Dios con los israelitas. Las alternativas más comunes al supersesionismo son la abrogación de las leyes de la antigua alianza y la teología de la doble alianza.
Entre los escritores que rechazan la noción de supersesionismo se encuentra Michael J. Vlach, Walter Brueggemann, Roland Edmund Murphy, y Jacques B. Doukhan.

## Judaísmo

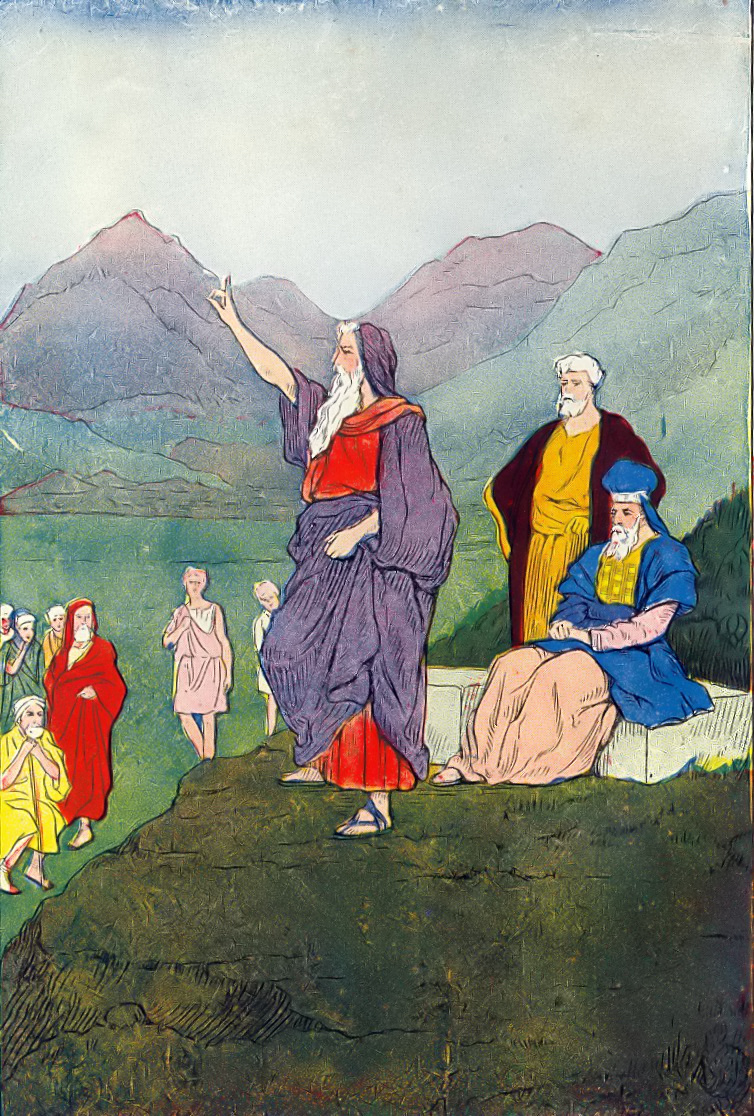
Moisés habla a los hijos de Israel (ilustración de Hartwell James, “'The Boys of the Bible”')

La única referencia en la Biblia hebrea que utiliza la expresión «nuevo pacto» se encuentra en Jeremías 31:31-34:

He aquí que vienen días, dice el Señor, en que haré un nuevo pacto con la casa de Israel y con la casa de Judá; no según el pacto que hice con sus padres el día que los tomé de la mano para sacarlos de la tierra de Egipto; porque ellos quebrantaron mi pacto, aunque yo era su señor, dice el Señor. Pero este es el pacto que haré con la casa de Israel después de aquellos días, dice el Señor: Pondré mi ley en su mente, y la escribiré en su corazón; y yo seré su Dios, y ellos serán mi pueblo; y no enseñará más cada uno a su prójimo, ni cada uno a su hermano, diciendo: «Conoce al Señor», porque todos me conocerán, desde el más pequeño hasta el más grande, dice el Señor; porque perdonaré su iniquidad y no me acordaré más de su pecado.

Las palabras de este profeta se refieren a la Era Mesiánica venidera (o Mundo venidero), en la que se confirmará la eterna alianza mosaica con Israel. De esta alianza mosaica entre Dios e Israel, el Shabat es declarado como la señal eterna (31:13–17). El Tanakh describe el Shabat como teniendo el propósito de ser una «muestra» del Olam Haba (el mundo venidero, el más allá) tras la Era Mesiánica (el Fin de los días).
La visión judía de la mera expresión «nuevo pacto» no es más que un compromiso nacional renovado de cumplir las leyes de Dios, similar a los pactos promulgados por Asa, Ezequías, Joiada, y Josías en los últimos libros de la Biblia. En este sentido, la palabra «nuevo» no se refiere a un nuevo compromiso que sustituye a uno anterior, sino a un nivel adicional y mayor de compromiso.
Debido a que los judíos consideran que el pacto mosaico solo se aplica a los judíos y que cualquier Nuevo Pacto es simplemente un fortalecimiento del ya existente, los judíos no ven esta frase como relevante de ninguna manera para los no judíos. Para los no judíos, el judaísmo defiende las Siete leyes de Noé pre-sinaíticas. 
En su obra de 1962 «Los profetas», Abraham Joshua Heschel señala que la profecía no es el único instrumento de Dios para cambiar los corazones de Israel, para que sepan que él es Dios. Cuenta cómo el profeta Jeremías se queja de que Israel está circuncidado en el cuerpo pero «incircunciso en el corazón» (9:26), y dice «lavad vuestro corazón de la maldad» (4:14). Heschel analiza que, mientras que el profeta solo puede dar a Israel una nueva palabra, es Dios mismo quien dará al hombre un nuevo corazón: La «nueva alianza» logrará la transformación completa de cada individuo. 
Compárese con:

Y les daré un solo corazón, y pondré dentro de vosotros un espíritu nuevo; y quitaré de vuestra carne el corazón de piedra, y os daré un corazón de carne; para que andéis en mis estatutos, y guardéis mis preceptos, y los cumpláis; y seréis mi pueblo, y yo seré vuestro Dios.
Ezekiel 11:19–20

Y os daré un corazón nuevo y pondré un espíritu nuevo dentro de vosotros; y quitaré de vuestra carne el corazón de piedra, y os daré un corazón de carne. Y pondré mi espíritu dentro de vosotros, y haré que andéis en mis estatutos, y guardéis mis preceptos y los cumpláis. Y habitaréis en la tierra que di a vuestros padres, y seréis mi pueblo, y yo seré vuestro Dios. Y os salvaré de todas vuestras impurezas; y llamaré al grano, y lo multiplicaré, y no pondré hambre sobre vosotros. Y multiplicaré el fruto del árbol y el producto del campo, para que nunca más recibáis el oprobio del hambre entre las naciones. Entonces recordaréis vuestros caminos malos y vuestras obras que no fueron buenas, y os aborreceréis en vuestros propios ojos por vuestras iniquidades y por vuestras abominaciones. No por vosotros hago esto, dice el Señor DIOS; sabedlo bien; avergonzáos y confundaos por vuestros caminos, casa de Israel.
Ezekiel 36:26-32

El artículo «Nuevo Testamento» de la Enciclopedia Judía afirma:

La idea del nuevo pacto se basa principalmente en Jeremías 31:31–34 (comp. Hebreos 8:6–13, Heb 10:16). Que las palabras del profeta no implican una derogación de la Ley queda demostrado por su enfática declaración de la inmutabilidad del pacto con Israel (Jeremías 31:35–36; comp. Jer 33:25); él buscaba claramente una renovación de la Ley a través de la regeneración de los corazones del pueblo.

Se menciona varias veces en la Mishná y el Talmud, y se ha utilizado ampliamente en la literatura cabalística debido al valor gematria de 135, que es igual a la palabra «HaSinai» (הסיני) en Génesis 10:17. «Brit» también tiene el valor numérico 612, lo que según algunos significa que es la «primera» mitzvá válida para el ciclo vital judío. El otro uso está relacionado con el mérito de Rut por ser antepasada de el rey David, ya que su nombre tiene la misma gematria que Brit, lo que vincula el pacto davídico con todos los anteriores, ya que Rut era moabita de nacimiento y también estaba emparentada con Noé.